# Lunch (canção)
"Lunch" (estilizado em caixa alta) é uma canção da cantora e compositora estadunidense Billie Eilish e o single principal de seu terceiro álbum de estúdio Hit Me Hard and Soft (2024). A letra apresenta uma linha de baixo pesada e letras que detalham a atração de Eilish pelo mesmo sexo , após a confirmação pública de seu interesse sexual em homens e mulheres.

## Antecedentes e lançamento
Especulações sobre a orientação sexual de Eilish começaram após o lançamento do videoclipe de seu single "Lost Cause" em 2021. Diversos fãs e veículos de imprensa viram o videoclipe como homoerótico, gerando acusações de queerbaiting contra Eilish.
Em novembro de 2023, Eilish apareceu para uma reportagem de capa da Variety, na qual ela discutiu sua relação com a sexualidade e a feminilidade, bem como sua frustração com a especulação das pessoas sobre sua orientação sexual. The Observer escreveu a canção como "um synth-pop sáfico em que Eilish bate os lábios, querendo devorar alguém saboroso. Melhor ainda, no final da canção, os irmãos Eilish puxam algumas de suas músicas mais dançantes até hoje. Acaba cedo demais, em alguns ofegantes".
Eilish apresentou "Lunch" pela primeira vez juntamente de outras duas canções do álbum "Hit Me Hard and Soft" durante uma apresentação secreta no festival Coachella, em abril de 2024.

## Equipe e colaboradores
- Billie Eilish - vocais, teclado, edição vocal, engenharia
- Finneas O'Connell - produção, guitarra, baixo, bateria, percussão, glockenspiel, teclado, sintetizador, programação, edição vocal, engenharia
- Aaron Forbes - engenharia, mixagem
- Jon Castelli - mixagem
- Brad Lauchert - mixagem
- Dale Becker - masterização
- Katie Harvey - assistência em masterização
- Noah McCorkle - assistência em masterização